# Aigen (Gemeinde Ludweis-Aigen)
Aigen (früher auch Eigen, Aichen oder Maigen genannt) ist eine Ortschaft und eine Katastralgemeinde der Marktgemeinde Ludweis-Aigen im Bezirk Waidhofen an der Thaya in Niederösterreich mit 73 Einwohnern (Stand 1. Jänner 2024).

## Geografie
Das am Seebsbach gelegene Dorf wird von der Landesstraße L52 durchquert. Im Ort mündet auch der Sighartser Bach in den Seebsbach. Am 1. April 2020 umfasste die Ortschaft 47 Adressen.

## Geschichte
Im Jahr 1822 wurde der Ort als Dorf mit 29 Häusern genannt, das über eine Pfarre und eine Schule verfügt. Die Herrschaft Raabs besaß die Ortsobrigkeit, übte die Landgerichtsbarkeit aus und besorgte die Konskription. Die Untertanen und Grundholde des Ortes gehörten den die Herrschaften Raabs und Drösidl. Der Ort konstituierte sich nach dem Umbruch 1848 zusammen mit Diemschlag, Liebenberg, Pfaffenschlag und Sauggern als selbständige Gemeinde. 
Im Jahr 1938 waren laut Adressbuch von Österreich in Aigen ein Fleischer, zwei Gastwirte, ein Gemischtwarenhändler, ein Glaser, ein Landesproduktehändler, ein Müller, ein Schmied, ein Schneider und eine Schneiderin, zwei Schuster, zwei Stickereien, ein Tischler und zahlreiche Landwirte ansässig. Im Zuge der Niederösterreichischen Kommunalstrukturverbesserung konstituierten sich die damaligen Gemeinden Ludweis und Aigen per 1. Jänner 1972 zur Marktgemeinde Ludweis-Aigen.

## Siedlungsentwicklung
Zum Jahreswechsel 1979/1980 befanden sich in der Katastralgemeinde Aigen insgesamt 62 Bauflächen mit 21.541 m² und 52 Gärten auf 23.628 m², 1989/1990 gab es 63 Bauflächen. 1999/2000 war die Zahl der Bauflächen auf 96 angewachsen und 2009/2010 bestanden 81 Gebäude auf 185 Bauflächen.

## Öffentliche Einrichtungen
In Aigen befindet sich eine Volksschule.

## Bodennutzung
Die Katastralgemeinde ist landwirtschaftlich geprägt. 201 Hektar wurden zum Jahreswechsel 1979/1980 landwirtschaftlich genutzt und 57 Hektar waren forstwirtschaftlich geführte Waldflächen. 1999/2000 wurde auf 202 Hektar Landwirtschaft betrieben und 57 Hektar waren als forstwirtschaftlich genutzte Flächen ausgewiesen. Ende 2018 waren 193 Hektar als landwirtschaftliche Flächen genutzt und Forstwirtschaft wurde auf 57 Hektar betrieben. Die durchschnittliche Bodenklimazahl von Aigen beträgt 31,5 (Stand 2010).

## Kultur und Sehenswürdigkeiten

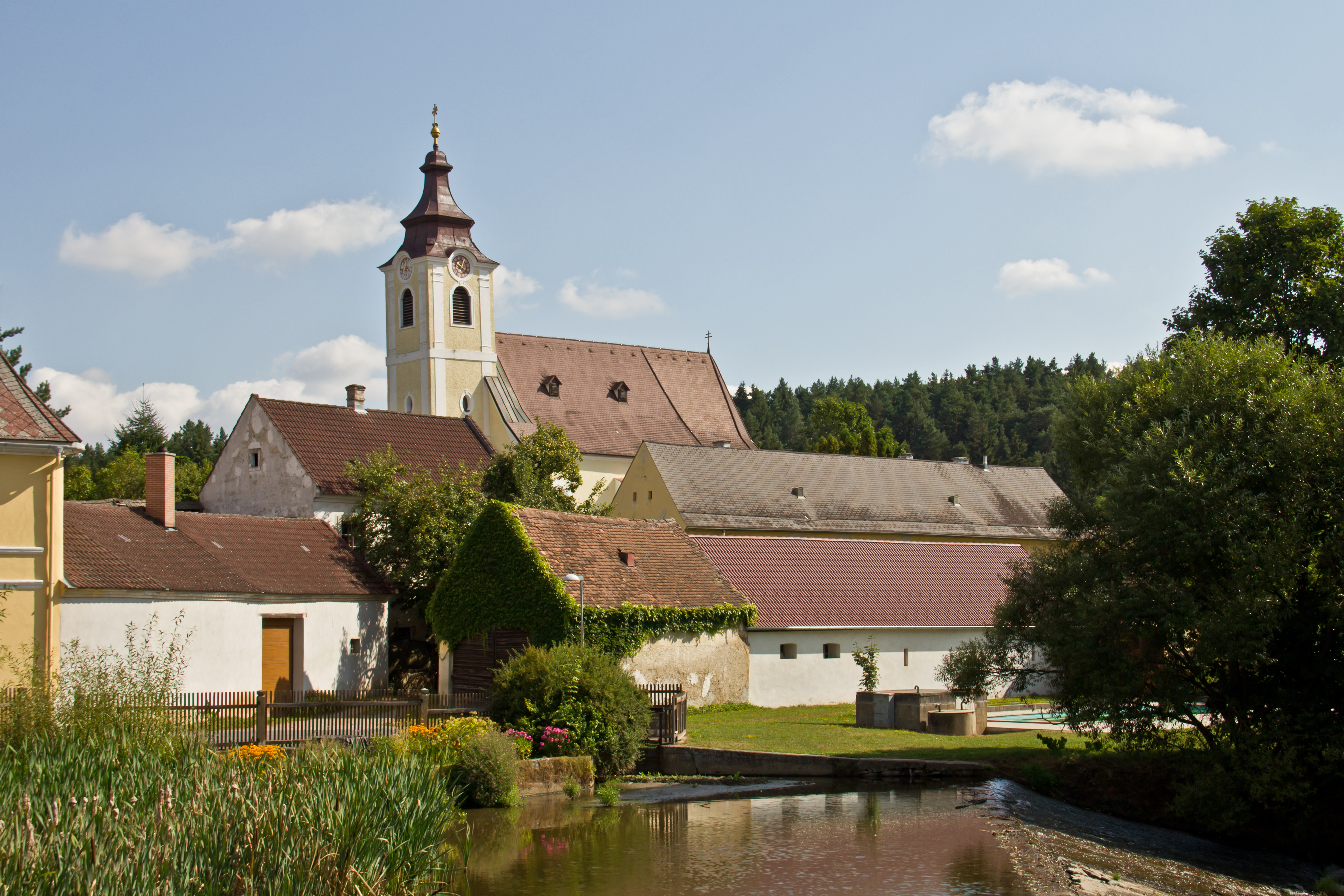
Pfarrkirche Aigen bei Raabs

- Katholische Pfarrkirche Aigen bei Raabs hl. Jakobus der Ältere